# Župnija
Župnija, starejši izraz fara ali duhovnija, tudi cerkvena občina,  je v Rimskokatoliški cerkvi lokalno občestvo vernikov ter temeljna cerkvenopravna enota, ki jo vodi župnik. 
Vsaka župnija je kot verska skupnost tudi samostojna pravna oseba. Verniki, ki ji pripadajo, se imenujejo župljani (starejši izraz farani) in predstavljajo člane župnijskega občestva.
Izraz župnija služi tudi za oznako ozemlja, ki ga obsega župnija. Na ozemlju ene župnije je lahko več podružnic, z lastno podružnično cerkvijo in sosesko. Župnije, ki so na našem ozemlju nastale pred letom 1100, se imenujejo pražupnije, iz njih so nastale vse župnije na Slovenskem. Župnik (tudi kadar začasno deluje kot župnijski upravitelj) je zastopnik krajevnega škofa in mu je zaupana pastoralna oskrba župljanov. Večje župnije imajo lahko še kaplana ali duhovnega pomočnika, vikarja, nekatere pa diakona, v zvezi z poučevanjem verouka pa kateheta, ki je lahko šolani, vendar laični teolog.

## Etimologija
Beseda župnija je sorodna (ima skupen besedni koren) z izrazi, kot so hrvaška župa, županija, župan, ban, pan, kagan, bajan. Gre za zgodovinske izraze, ki izvirajo iz zgodnjega srednjega veka ali tudi še dlje v preteklost, pojavljajo pa se predvsem na prostranem prodročju Panonske nižine in širše - področje zajema predvsem države Češko, Slovaško, Madžarsko, Hrvaško, Slovenijo. Pomenijo zaključene geografske enote neke upravne entitete oziroma njihovega vodjo. Koren besede bi morda bilo iskati v zgodovini Avarov in pa tudi ugro-finskih Madžarov (Ogrov).
Sopomenka besede župnija je (cerkvena) občina. V tem smislu sekta Jehovove priče in nekatere druge krščanske ločine še danes imenujejo svojo osnovno enoto skupnosti. Izraz občina ali občestvo (cerkvena občina, cerkveno občestvo) je prevod latinske besede ecclesia, ki se prevaja tudi kot cerkev.

## Opis župnij na splošno
Župnija je najmanjša enota Cerkve. Njeno pastoralno območje geografsko povečini obsega celoto ali pa zgolj del občine, lahko pa tudi več občin, ker je večina župnij nastala pred uveljavitvijo sedanje lokalne administativne uprave. V večjih mestnih naseljih t.i. mestne župnije obsegajo nekatere predele mesta oz. mestne četrti, lahko pa tudi področja diaspore, (župnije z verniki, ki jih veže isti jezik), kjer večinsko prebivajo pripadniki posameznih etničnih skupin oz. verskih prepričanj. V posameznih župnijah obstajajo poleg glavne župnijske cerkve ponekod tudi podružnične cerkve ali kapele. 

### Aktivnosti v župniji
Bistveni del župnijskega občestva je skupno versko življenje župljanov, sodelovanje pri bogoslužju, pomoč župniku pri vodenju župnije, pa tudi karitativno delovanje ali sodelovanje v drugih skupinah, ki organizirano delujejo v župniji.

## Župnijska cerkev
Župnijska cerkev je običajno večja kot podružnična, ima tudi več opreme, v njej se opravljajo verski obredi vsak dan. V nasprotju s podružnično cerkvijo ima obvezno tabernakelj z najsvetejšim in krstilnik.

### Župnije v Evangeličanski cerkvi
Tudi v Evangeličanski cerkvi je župnija, imenovana občina pomembna enota. V Sloveniji ima Evangeličanska cerkev trinajst cerkvenih občin, dvanajst jih je v Prekmurju, ena pa v Ljubljani.

## Povezovanje župnij
Posamezne župnije so v RKC v okviru škofije največkrat povezane v dekanije, lahko pa so (zaradi organizacijskih in drugih vzrokov) med seboj povezane v pastoralne zveze.

## Pravni status
Pravni status, organiziranost in delovanje župnij so v RKC podvrženi internemu cerkvenemu pravu (Zakonik cerkvenega prava oz. Codex iuris canonici), vendar se lahko verniki oz. člani župnijskega občestva prosto odločajo, kateri župniji želijo pripadati. Na teritorialni ravni povezane župnije znotraj škofije največkrat sestavljajo dekanijo.

## Župnijski pastoralni svet in Župnijski gospodarski svet
Vse župnije oz. cerkvene občine imajo skupno določeno pravno samostojnost, ki se (vsaj v RKC) pogosto izraža v izbiri vodstva oz. članov župnijskega pastoralnega sveta (ŽPS), katerega ustanovitev je obvezna ter župnijskega gospodarskega sveta (ŽGS), ki naj bi ju izvolili župljani vsake župnije.

### Župnijski pastoralni svet (ŽPS)
Župnijski pastoralni svet (ŽPS) je župnikovo posvetovalno in delovno telo, ki preučuje, načrtuje, usklajuje, spremlja in preverja izvajanje pastoralnega dela v župniji. ŽPS predstavlja in izraža edinost v različnosti karizem, služb in stanov v župniji. Spodbuja in omogoča soodgovornost in sodelovanje vseh vernikov pri pastoralnem delu v župniji na področju oznanjevanja, bogoslužja in dobrodelnosti, ter pri tem povezuje delo duhovnika in laikov. ŽPS obravnava vprašanja, ki so povezana z verskim življenjem in pastoralnim delovanjem župnije, pripravlja delovne predloge in sklepe ter skrbi za njihovo uresničevanje.
V skladu s Kanonskim pravom je potrebno v vsaki župniji ustanoviti župnijski pastoralni svet, ki mu predseduje župnik in v katerem verniki, skupaj s tistimi, ki imajo v župniji delež pri pastoralni skrbi po svoji službi, pomagajo pri pospeševanju pastoralne dejavnosti. Župnijski pastoralni svet ima le posvetovalen glas in se ravna po določbah, ki jih izda krajevni škof« (Zakonik cerkvenega prava, kan. 536 par. 1, 2). Mandat izvoljenih članov ŽPS traja pet let.

### Župnijski gospodarski svet (ŽGS)
Župnijski gospodarski svet (ŽGS), deluje po splošnem pravu in kanonskem pravu (Zakonik cerkvenega prava, kan. 537, kan. 1276), ter po določbah, ki jih je v zvezi z upravljanjem župnijskega premoženja izdal krajevni škof. Člani ŽGS so verniki, ki so župniku v pomoč pri upravljanju župnijskega premoženja. Mandat izvoljenih članov ŽGS traja pet let. Velja pa predpis (Zakonik cerkvenega prava]], kan. 532), ki določa župnika, kot edinega pravnega zastopnika in upravitelja župnije. Zato ŽGS zato ne more nadomestiti župnika v vlogi upravitelja župnije.
Župnijski gospodarski svet sodeluje pri pripravi proračuna župnije, načrtovanju projektov, izdelavi poročil, pri iskanju načinov za financiranje župnijskega delovanja, obnovah, preverja finančna poročila župnij ipd...

## Odnos države do verskih skupnosti
V Sloveniji so odnosi države do verskih skupnosti urejeni z Zakonom o verskih skupnostih. Rimskokatoliška cerkev ima z Republiko Slovenijo sklenjen konkordat, s katerim so urejena nekatera področja delovanja Rimskokatoliške cerkve v Sloveniji.

## Delitev
- teritorialna župnija
- personalna župnija